# جرهم (مكة المكرمة)
جرهم هو أحد أحياء مكة المكرمة، وهي المنطقة الواقعة جنوب الدائري الثاني، بين شارع إبراهيم الخليل شرقاً وشارع المنصور غرباً، وجرهم يأخذ اسمه من اسم القبيلة العربية جرهم وهم من أوائل من سكن مكة المكرمة.

## وصلات خارجية
- موقع مكاوي.
- أمانة العاصمة المقدسة.
- بوابة إمارة منطقة مكة المكرمة.